# Malacomeles
Малакомелес (Malacomeles) — рід квіткових рослин родини Розоцвітих ( Rosaceae) . Рід найбільш близький до Amelanchier, Peraphyllum, Crataegus і Mespilus . 

## Види
- Malacomeles denticulata
- Malacomeles nervosa
- Malacomeles paniculata